# Соціальна діагностика
Соціа́льна діагно́стика — встановлення ступеня (рівня) відповідності (невідповідності) фактичних параметрів соціальної ситуації (кількості ресурсів, якості об'єктів, переважних соціальних установок) соціальним сподіванням (еталонної моделі соціального об'єкта) з наступним комплексним дослідженням причин відхилень, що виникли.
Завдання соціальної діагностики — збирати, обробляти і аналізувати становище в соціальній сфері країни з метою відстеження результатів соціально-економічної політики держави і вироблення пропозицій про внесення до неї при необхідності певних коректив.
Виконується на макро- та мікрорівнях
| Цілі та завдання соціальної діагностики | Цілі та завдання соціальної діагностики | Цілі та завдання соціальної діагностики |
| Рівень                                  | Цілі | завдання |
| --------------------------------------- | --- | --- |
| макро                                   | На макрорівні — завдання — науково-інформаційний супровід державної соціальної політики в цілому і різних її елементів (сімейної, молодіжної політики, демографічної безпеки, девіантної і адиктивної поведінки різних верств населення і т. д.).                                                | збирати, обробляти і аналізувати становище в соціальній сфері країни з метою відстеження результатів соціально-економічної політики держави і вироблення пропозицій про внесення до неї при необхідності певних коректив. Інструментарій таких досліджень переважно соціологічний, психологічний, економічний, демографічний, юридичний. |
| мікро                                   | При соціальній діагностиці регіонального рівня організовуються дослідження на місцях, ведеться постійний соціально-економічний територіальний моніторинг. Крім того, використовуються результати республіканських досліджень стосовно до відповідної території (порівняно з іншими територіями). | здійснення адекватних практичних організаційних заходів (наприклад, адресна соціальна допомога малозабезпеченим верствам населення заснована на конкретних соціальних показниках вартості життя, прожиткового мінімуму,середньої заробітної плати, середньої пенсії і т.д.). при соціальної діагностиці регіонального рівня організовуються дослідження на місцях, ведеться постійний соціально-економічний територіальний моніторинг. Крім того, використовуються результати республіканських досліджень стосовно до відповідної території (порівняно з іншими територіями). |